# 극동위원회
극동위원회란 제 2차 세계 대전에서 항복한 일본을 조약이 성립될 때까지 관리하기 위하여 설치한, 연합국의 최고 결정 기관이다. 1945년 12월 미국, 영국, 소련의 외상 회의의 결정에 의하여 워싱턴에 설치되었다가 대일 강화 조약이 발효됨과 동시에 해체되었다.

## 배경
\1945년 2월 4일부터 7일간 이루어진 얄타 회담에서 소련 흑해에 있는 얄타에서 미국, 영국, 소련의 대표가 모여 독일과 패전국의 추후 관리에 대해 의견을 나눈 후 미국의 프랭클린 D. 루스벨트 대통령이 소련의 일본전 참전을 대가로 이오시프 스탈린에게 일본 북부의 쿠릴 열도와 사할린섬 남부의 할양을 약속했다. 이에 소련은 당시 일본이 지배하고 있던 만주를 공격해 한반도 북부까지 영향력을 넓혔고, ‘쿠릴 열도 상륙 작전’을 통해 쿠릴 열도를 장악한 뒤 미국에게 주권을 넘겼다. 일본 본토에는 극동위원회가 설치되었다.